# Casa de l'Hora
La Casa de l'Hora és una masia de l'Esquirol (Osona) inclosa a l'Inventari del Patrimoni Arquitectònic de Catalunya.

## Descripció
Masia de planta quadrada amb coberta a dues vessants amb carener perpendicular a la façana situada a migdia. Consta de planta i pis. Presenta un annex recent a la façana principal que s'hi accedeix pel portal d'entrada, situat al primer pis, a través d'una escala. Dos annexes més de la façana Nord i Oest. L'edifici és molt modest i no presenta cap eix de composició en les seves obertures. Totes les obertures tenen els emmarcaments de totxo. Gran part de l'aparell arquitectònic és de tàpia i totxo.
Aquesta masia pertany a Sant Martí Sescorts, està vinculada religiosament a Manlleu i civilment a al senyoria del Cabrerès. La seva demarcació forma part de la batllia del Cabrerès des del segle xv. La parròquia de Sant Martí Sescorts no es refon definitivament amb el municipi de l'Esquirol fins al 1824, quan el consell de Castella va denegar l'existència de les "Masies de Santa Maria de Corcó", que havia funcionat entre 1814 i el 1824, amb la capitalitat de Sant Martí Sescorts.